# Manuel Pérez Molero
Manuel Pérez Molero (Espanya, segles XVII-XVIII) fou un organista barroc, veí de Segòvia.

## Trajectòria professional

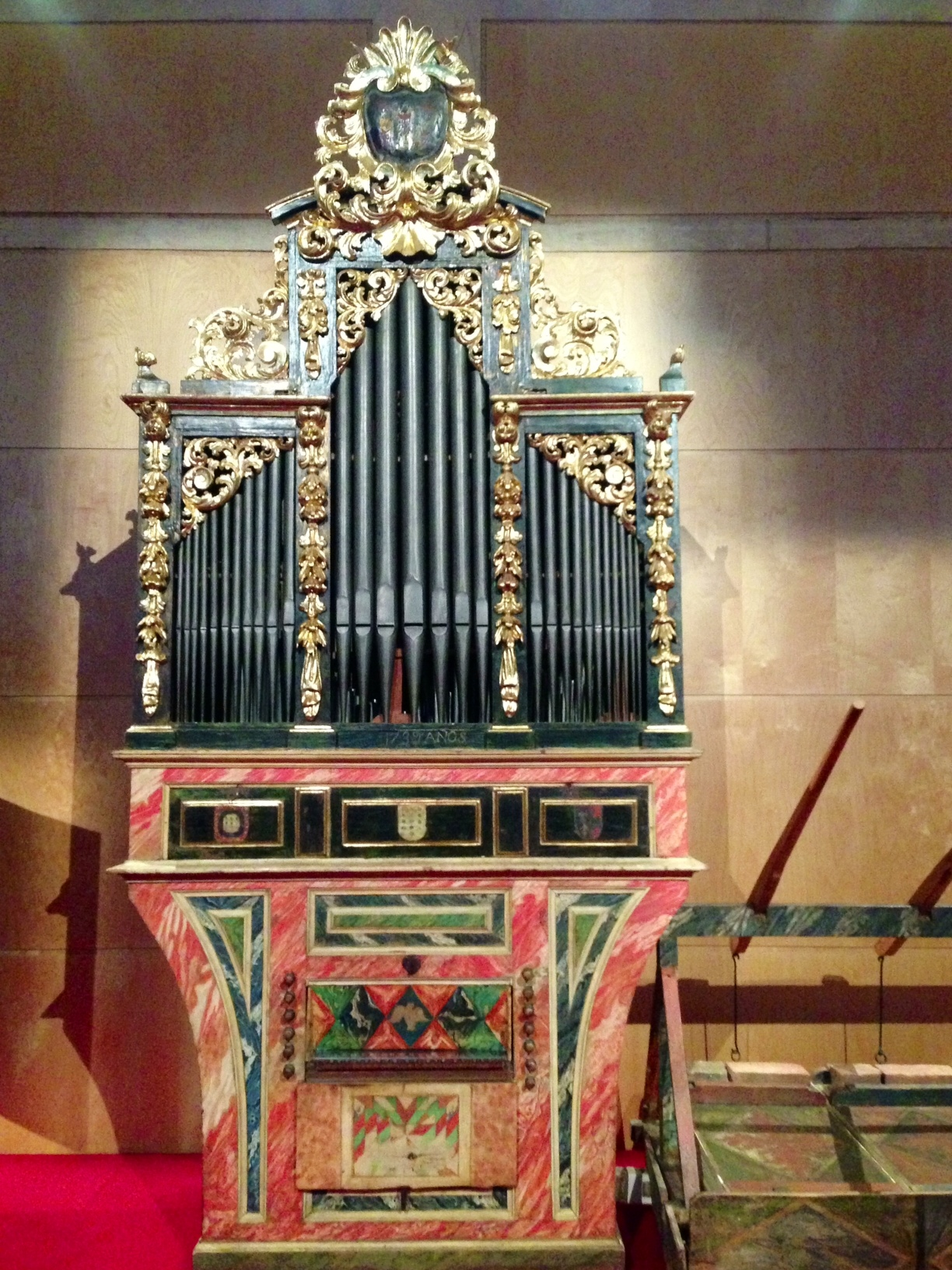
Orgue de Manuel Pérez Molero al Museu de la Música de Barcelona.

Constructor d'orgues per a les esglésies segovianes de San Miguel de Turégano (1707), Santa Eulalia (1713) i San Millán (1714), els convents avilesos de Las Gordillas (1720-22) i Santa Maria de Jesús (1719), entre d'altres.
També es donà a conèixer com a organista en algunes d'aquestes esglésies i convents durant els primers decennis del segle xviii.
L'Arxiu Històric Nacional d'Espanya conserva escrits de diverses esglésies segovianes de l'època on es detallen els rals que se li pagaven a l'organer per les seves tasques com a constructor i reparador (va reparar els orgues de l'església de Nuestra Señora del Manto de Riaza entre 1699 i 1700 i els de la Catedral d'Àvila entre 1720 i 1722).
Molero fou l'iniciador d'un llinatge de mestres organistes que es relacionen amb Francisco Ortega Pérez, Tadeo Ortega (organista de la Tierra de Campos) i Leandro Garcimartín de Inés. Els dos últims de l'edat d'or de l'orgue espanyol (segles xviii i xix).

## Orgue Pérez Molero

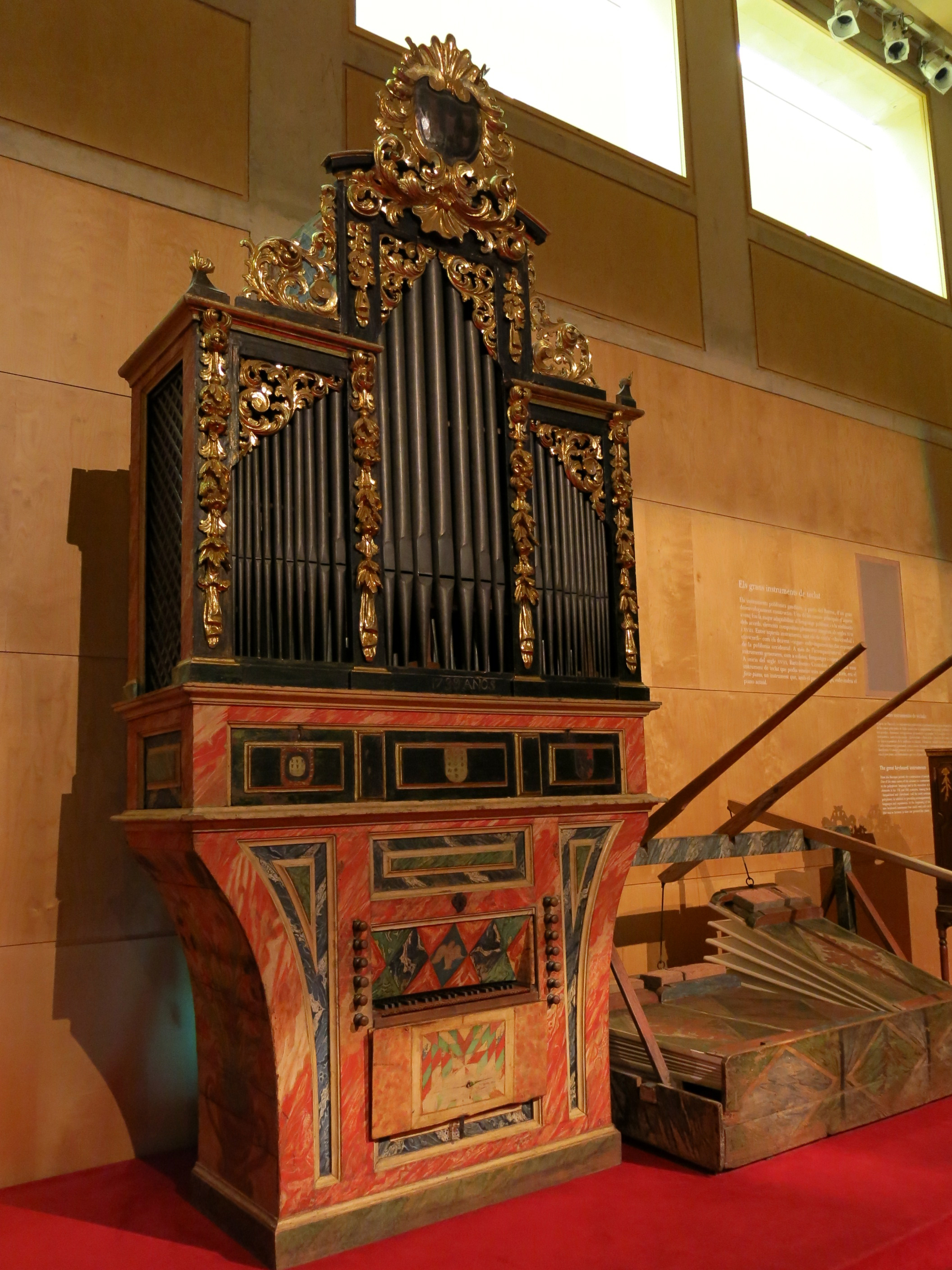
Museu de la Música de Barcelona, orgue de Manuel Pérez Molero

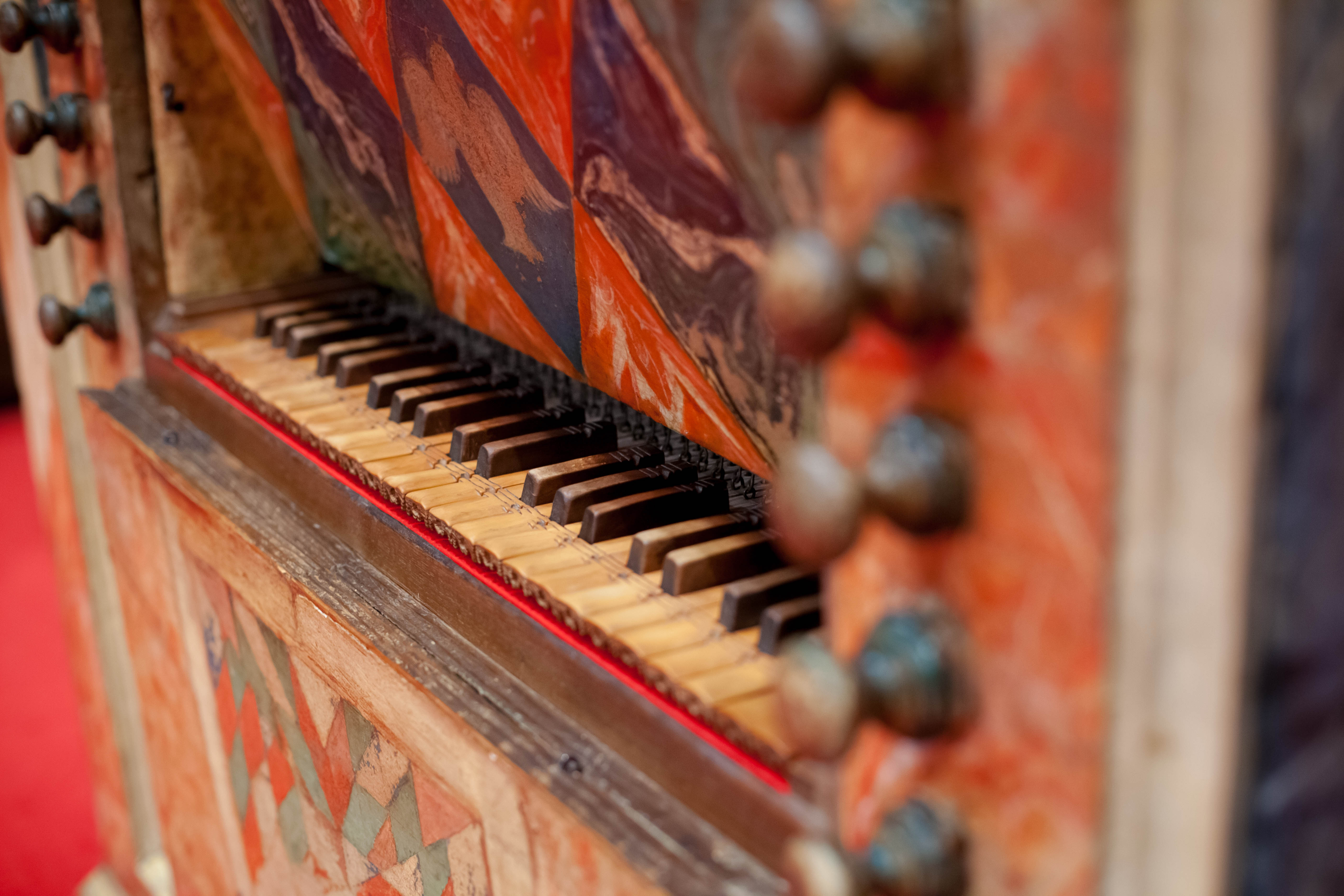
Detall dels registres i teclat de l'orgue de Pérez Molero, MDMB 581

L'orgue de l'església de Santa Maria de Jesús (Àvila) està exposat a la sala gran del Museu de la Música de Barcelona.
Fou restaurat l'any 2005 per l'equip de professionals del taller Gerhard Grenzing d'El Papiol. Aquest grup de professionals dedicats a la construcció i restauració d'orgues ha col·laborat en la conservació del patrimoni d'orgues antics d'arreu d'Espanya i part de la resta del món.
L'orgue es conserva en un excel·lent estat que permet fer-hi interpretacions. Com a la major part dels orgues antics, es necessiten dues persones: una tocant les tecles mentre una altra mou les manxes a mà per a subministrar l'aire.